# Jack Cohen (przedsiębiorca)
Jack Cohen (ur. 6 października 1898 w Londynie, zm. 24 marca 1979 tamże) – brytyjski przedsiębiorca żydowskiego pochodzenia, założyciel Tesco.

## Życiorys
Jack Cohen urodził się w 6 października 1898 roku w Londynie, był najstarszym z pięciorga dzieci Avrama Kohena, który był krawcem pochodzącym z Łodzi. Początkowo planował kontynuować zawód ojca, ale po wybuchu I wojny światowej wstąpił do armii i pracował przy naprawie samolotów, które były wówczas w znacznej mierze wykonane z płótna.
Po demobilizacji i otrzymaniu odprawy kupił w 1919 roku stragan w East Endzie. Dość szybko zarobił kapitał, pozwalający mu otworzyć kilka kolejnych straganów, które zaopatrywał. W 1924 roku postanowił oznaczyć ładunek herbaty zakupiony w firmie T.E. Stockwell trzema pierwszymi literami nazwy dostawcy i dwiema pierwszymi literami własnego nazwiska − w ten sposób powstała nazwa TES-CO. W 1929 roku Cohen uruchomił w londyńskim Edgware pierwszy sklep pod tym szyldem, a do wybuchu II wojny światowej rozwinął sieć do 100 sklepów.
W połowie lat 50. Cohen otworzył w przebudowanym budynku dawnego kina pierwszy w Wielkiej Brytanii sklep, w którym wprowadził zapożyczoną z USA zasadę samoobsługi. Nowy model biznesowy przyniósł mu dalsze umacnianie pozycji rynkowej i przejęcia konkurencyjnych sieci. Pod koniec kolejnej dekady firma posiadała 800 sklepów. Cohen kontrolował firmę do przejścia na emeryturę w 1973 roku, kiedy kierowanie nią powierzył zięciowi. Tesco było wówczas jednak symbolem niskiej jakości produktów i obsługi.
Jack Cohen zmarł 24 marca 1979 roku.
W 1969 roku Elżbieta II nadała mu w uznaniu zasług tytuł szlachecki.
Żonaty z Sarah Fox, pochodzącą z Rosji córką krawca. Para miała dwie córki.